# Гула Олег Володимирович
Олег Володимирович Гула (нар. 31 січня 1965, Львів) — радянський та український футболіст. Захисник, виступав, зокрема за «Карпати» (Львів), «Газовик» (Комарно), «Волинь» (Луцьк) і молдавський «Чуруг» (Очниця).

## Життєпис
Вихованець СДЮШОР «Карпати» (Львів). Перший тренер — Анатолій Крощенко.
Навчався у Львівському державному інституті фізичної культури.
Грав у командах: «Сільмаш» (Львів), «Автомобіліст» (Львів), «Карпати» (Львів), «Газовик» (Комарно), «Волинь» (Луцьк), «Дністер» (Самбір), «Карпати» (Кам'янка-Бузька) і «Чуруг» (Очниця, Молдова).
Мешкає у Львові.